# Colonie Popham du Maine
La colonie Popham du Maine, ou simplement colonie Popham, a été fondée au tout début du XVIIe siècle à Phippsburg, dans l'actuel État du Maine (comté de Sagadahoc), aux États-Unis.

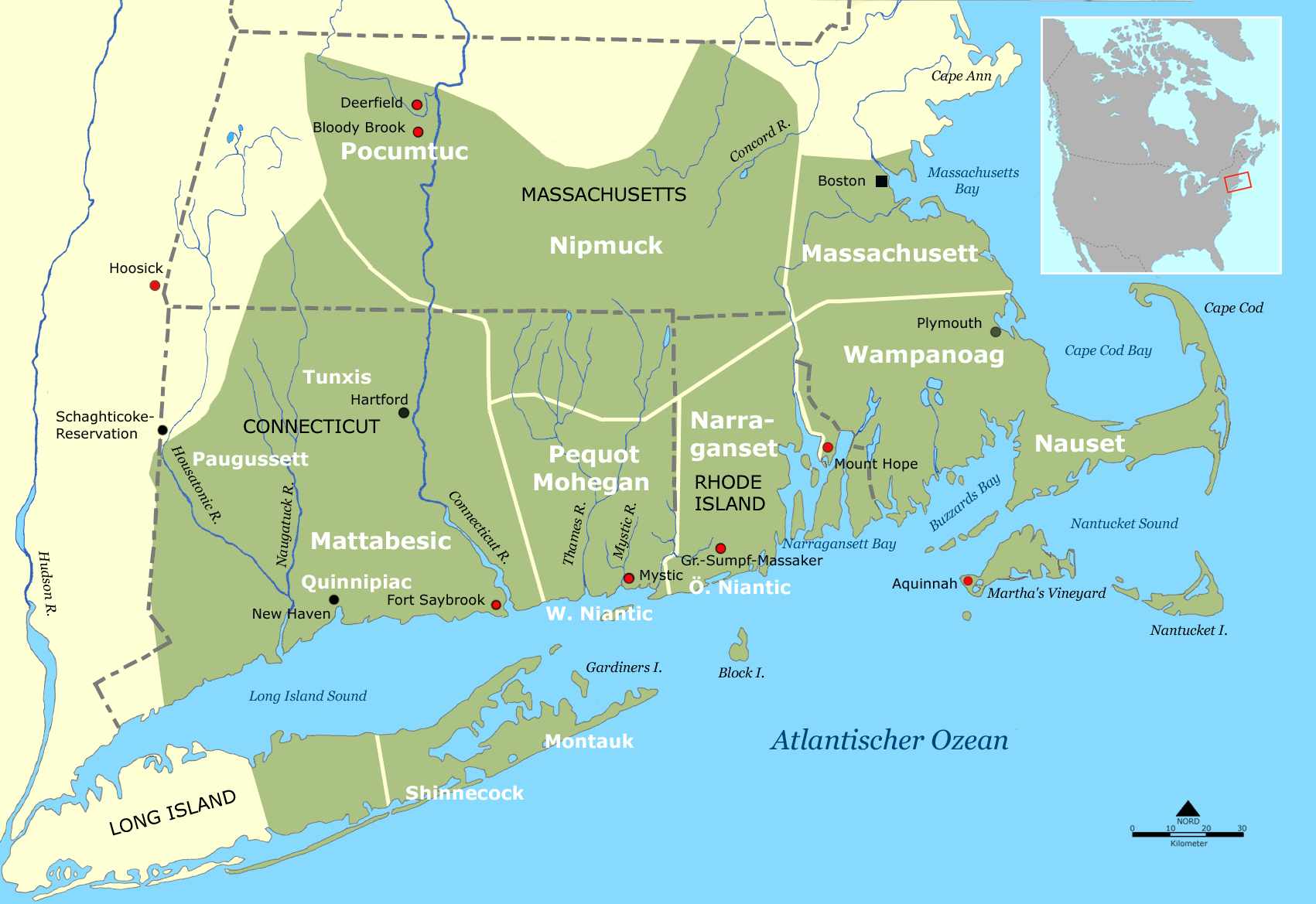
Répartition des peuples amérindiens du sud de la Nouvelle-Angleterre, écrit en blanc, superposé aux frontières des états en noir pointillé.

## Histoire
Au XVIIe siècle, le roi d'Angleterre Jacques Ier octroie des terres à la Compagnie virginienne de Plymouth (Virginia Company of Plymouth) entre le 38e parallèle nord et le 45e, selon la charte de Virginie de 1606. Une première colonie, la colonie Popham, est installée à l'embouchure du fleuve Kennebec dans l'actuel État du Maine. Elle est financée principalement par sir John Popham et établie par son neveu George Popham, mais elle est abandonnée dès 1608. D'autres territoires sont accordés au sud du 41e parallèle à la Compagnie virginienne de Londres (Virginia Company of London).

Le 21 décembre 1620, sur le Mayflower, 102 colons dont 35 Pères pèlerins, des dissidents anglais, débarquent en Amérique (Nouvelle-Angleterre), à Cap Cod, et fondent la colonie de Plymouth, première ville du Massachusetts, hors de la concession octroyée par le roi (1622).